# شهرستان پان‌گیو
شهرستان پان‌گیو (به کره‌ای: 판교군) یک شهرستان در جنوب کره شمالی (مرکز شبه‌جزیره کره) است که در تابعیت استان گانگوون قرار دارد.

## تقسیمات اداری
شهرستان پان‌گیوبه ۱ شهرک و ۲۲ روستای تابعه تقسیم شده است.
| - ‌ شهرک‌ها - پان‌گیو (판교읍، P'an'gyo-ŭp) - روستاها - پونگهیون (풍현리، P'unghyŏl-li) - جیسانگ (지상리، Chisang-ni) - جیها (지하리، Chiha-ri) - چونام (천암리، Ch'ŏnam-ni) - ریسانگ (리상리، Risang-ni) - رین‌وون سفلی (هارین‌وون) (하린원리، Harinwŏl-li) - رین‌وون علیا (سانگنین‌وون) (상린원리، Sangninwŏl-li) - ریونگپو (룡포리، Ryongp'o-ri) - ریونگجی (룡지리، Ryongji-ri) - ریونگچون (룡천리، Ryongch'ŏl-li) | - روستاها (ادامه) - ریونگ‌‌دانگ (룡당리، Ryongdang-ni) - ریونگهونگ (룡흥리، Ryonghŭng-ni) - ریها (리하리، Riha-ri) - سادونگ (사동리، Sadong-ni) - سانگدو (상두리، Sangdu-ri) - گوبونگ (구봉리، Kubong-ni) - گودانگ (구당리، Kudang-ni) - گوم‌پیونگ (금평리، Kŭmp'yŏng-ni) - گونهان (군한리، Kunhal-li) - گه‌ریون (개련리، Kaeryŏl-li) - گیونگدو (경도리، Kyŏngdo-ri) - میونگدوک (명덕리، Myŏngdŏk-ri) |

## تاریخ
تا پیش از تأسیس این شهرستان در سال ۱۹۵۲ میلادی، بیشتر اراضی آن در تابعیت شهرستان ایچون، استان تاریخی گانگوون قرار داشت.
در پی قطعی شدن مرز بین دو کره، در دسامبر سال ۱۹۵۲ میلادی، در کره شمالی، «قصبه» به‌عنوان یک واحد اداری بالکل منحل شد. در عوض، روستاهای کوچکتر و بزرگتر در جای‌جای کشور با هم تجمیع شده و وظایف اداری بیشتری به آن‌ها سپرده شد، و آن‌ها عملا به سطح سوم تقسیمات کشوری، مستقیما تابعهٔ شهرستان‌ها تبدیل شدند.
در همان تاریخ و در چهارچوب این پروسه، ۳ قصبهٔ منحل شدهٔ «بانگ‌جانگ» [방장면]، «پان‌گیو» [판교면]، «راگیانگ» [락양면] از شهرستان ایچون، و بخش‌‌هایی از قصبه‌های منحل شدهٔ همسایه، ادغام شده و شهرستان پان‌گیو را تشکیل دادند.
در سال ۱۹۵۲ میلادی طول پروسهٔ انحلال قصبه‌ها تشکیل شهرستان‌های نوین، روستاهای مختلف، تأسیس شهرستان بوپدونگ شامل تقسیمات اداری زیر بود:
- ۱۳ روستا از قصبهٔ منحل شدهٔ «بانگ‌جانگ» [방장면] (شهرستان ایچون)
- ۱۷ روستا از قصبهٔ منحل شدهٔ «پان‌گیو» [판교면] (شهرستان ایچون)
- ۲ روستا از قصبهٔ منحل شدهٔ «دونگچون» [동촌면] (شهرستان گوکسان، استان هوانگهه شمالی)
- ۶ روستا از قصبهٔ منحل شدهٔ «ریونگپو» [룡포면] (شهرستان ایچون)
- ۵ روستا از قصبهٔ منحل شدهٔ «سانّه» [산내면] (شهرستان ایچون)

این روستاهای فوق الذکر، به شرح زیر ادغام شده و به ۱ شهرک و ۱۹ روستای نهائی تبدیل شدند:
- شهرک
  1. پان‌گیو [판교읍] از ادغام روستاهای «میونگدوک ۱ام» [명덕1리] و «میونگدوک ۲ام» [명덕2리] (قصبهٔ منحل شدهٔ «پان‌گیو»)

- روستاها
  1. پونگهیون [풍현리] از ادغام روستاهای «پونگریم» [풍림리] و «گوانگهیون» [광현리] (قصبه‌ٔ منحل شدهٔ «پان‌گیو»)
  2. جیسانگ [지상리] از ادغام روستاهای «جیسانگ» و «نه‌راک» [내락리] (قصبه‌ٔ منحل شدهٔ «پان‌گیو»)
  3. جیها [지하리] از ادغام روستاهای «جیسوک» [지석리]، «جیها»، «سامپو» [삼포리] (قصبه‌ٔ منحل شدهٔ «پان‌گیو»)
  4. رین‌وون سفلی (هارین‌وون) [하린원리] از ادغام بخشی از روستاهای «رین‌وون ۱ام» [린원1리] و «گیونگدو» [경도리] (قصبه‌ٔ منحل شدهٔ «بانگ‌جانگ»)
  5. رین‌وون علیا (سانگ‌رین‌وون) [상린원리] از روستای «رین‌وون ۲ام» [린원2리] (قصبه‌ٔ منحل شدهٔ «بانگ‌جانگ»)
  6. ریونگپو [룡포리] از ادغام روستای «چودونگ» [추동리] و بخشی از روستای «ریونگپو» (قصبه‌ٔ منحل شدهٔ «سانّه»)
  7. ریونگجی [룡지리] (قصبه‌ٔ منحل شدهٔ «بانگ‌جانگ»)
  8. ریونگچون [룡천리] از ادغام روستای «ریونگچون» و بخشی از روستای «سونگ‌گو» [성거리] (قصبه‌‌های منحل شدهٔ «پانگ‌گیو» و «ریونگپو»‌ (گوکسان))
  9. ریونگ‌دانگ [룡당리] از ادغام روستاهای «ریونگ‌دانگ ۱ام» [룡당1리]، «ریونگ‌دانگ ۲ام» [룡당2리]، «سونگ‌وون» [송원리] (قصبه‌ٔ منحل شدهٔ «پان‌گیو»)
  10. ریونگهونگ [룡흥리] از ادغام روستای «ریونگهونگ ۲ام» [룡흥2리]، و بخشی از روستاهای «ریونگهونگ ۱ام» [룡흥1리] و «سونگ‌گو» [성거리] (قصبهٔ منحل شدهٔ «ریونگپو»‌ (گوکسان))
  11. سادونگ [사동리] از ادغام روستاهای «دانگو» [당우리]، «سادونگ ۱ام» [사동1리]، «سادونگ ۲ام» [사동2리] (قصبه‌ٔ منحل شدهٔ «بانگ‌جانگ»)
  12. سامسونگ [삼성리] از ادغام روستاهای «ریسانگ» [리상리] و «ریها» [리하리] (قصبهٔ منحل شدهٔ «دونگچون»‌)
  13. سانگدو [상두리] از ادغام روستاهای «سانگدو ۱ام» [상두1리] و «سانگدو ۲ام» [상두2리] (قصبهٔ منحل شدهٔ «ریونگپو»‌ (گوکسان))
  14. گاریوجو [가려주리] از ادغام روستاهای «گاریوجو» و «گاها» [가하리] (قصبه‌ٔ منحل شدهٔ «بانگ‌جانگ»)
  15. گوبونگ [구봉리] از ادغام روستاهای «اوئراک» [외락리] و «گوبونگ» (قصبه‌ٔ منحل شدهٔ «پان‌گیو»)
  16. گودانگ [구당리] از ادغام روستاهای «گودانگ ۱ام» [구당1리] و «گودانگ ۲ام» [구당2리] (قصبه‌ٔ منحل شدهٔ «بانگ‌جانگ»)
  17. گونهان [군한리] از ادغام روستاهای «گونجی» [군지리] و «هانجی» [한지리] (قصبه‌ٔ منحل شدهٔ «پان‌گیو»)
  18. گه‌ریون [개련리] از ادغام روستاهای «گه‌ریون ۱ام» [개련1리]، «گه‌ریون ۲ام» [개련2리]، و بخشی از روستای «ریونگپو» [룡포리] (قصبه‌ٔ منحل شدهٔ «سانّه»)
  19. گیونگدو [하린원리] از ادغام بخشی از روستاهای «رین‌وون ۱ام» [린원1리] و «گیونگدو»  (قصبه‌ٔ منحل شدهٔ «بانگ‌جانگ»)

در سال ۱۹۵۳ میلادی، مرکز این شهرستان جابجا شد. شهرک «پان‌گیو» تقلیل درجه یافته و به روستای «میونگدوک» [명덕리] تبدیل شد. در ازای آن، روستای «گاریوجو» به شهرک «پان‌گیو» ارتقاء یافت و مرکز اداری این شهرستان شد.
در همان تاریخ، روستای «سامسونگ» به دو روستای قدیمیِ تشکیل دهندهٔ آن، «ریسانگ» [리상리] و «ریها» [리하리]، تقسیم شد.
در همان تاریخ، روستای «گومپیونگ» [금평리] از شهرستان سه‌پو جدا شده و ضمیمهٔ شهرستان پان‌گیو شد. (۱ شهرک، ۲۱ روستا)
در سال ۱۹۵۴ میلادی، روستای جدید «چونام» [천암리] با ادغام بخشی از اراضی شهرک «پان‌گیو» و روسای «سادونگ» تشکیل شد. (۱ شهرک، ۲۲ روستا)